# Liste du patrimoine immobilier classé de Cerfontaine
Cette page regroupe l'ensemble du patrimoine immobilier classé de la commune belge de Cerfontaine.
| Objet | Année de construction / Architecte | Adresse       | Section communale | Coordonnées                      | Numéro d’inventaire | Illustration |
| --- | ---------------------------------- | ------------- | ----------------- | -------------------------------- | ------------------- | --- |
| L'église Saint-Vaast et le mur de clôture qui entoure le cimetière |                                    |               | Daussois          | 50° 13′ 18″ nord, 4° 27′ 17″ est | 93010-CLT-0001-01   | Image manquanteTéléverser                                                                                          |
| Le château de Senzeilles |                                    |               | Senzeilles        | 50° 10′ 36″ nord, 4° 27′ 41″ est | 93010-CLT-0002-01   | Le château de Senzeilles                                                                                           |
| La gare de Cerfontaine ainsi que le pont et les escaliers d'accès avec les rampes, y compris le mur de soutènement |                                    |               |                   | 50° 10′ 15″ nord, 4° 24′ 33″ est | 93010-CLT-0003-01   | La gare de Cerfontaine ainsi que le pont et les escaliers d'accès avec les rampes, y compris le mur de soutènement |
| La carrière de Beauchâteau et ses abords. |                                    |               | Senzeilles        | 50° 09′ 45″ nord, 4° 28′ 30″ est | 93010-CLT-0004-01   | Image manquanteTéléverser                                                                                          |
| Le kiosque à musique sis rue du Moulin à Cerfontaine ainsi que les murs de soutènement et les garde-fous en fer forgé délimitant la place du kiosque (M) et établissement d'une zone de protection limitée à la place sur laquelle est implanté l'édifice (ZP) |                                    | Rue du Moulin | Cerfontaine       | 50° 10′ 18″ nord, 4° 24′ 48″ est | 93010-CLT-0005-01   | Kiosque à musique à Cerfontaine.                                                                                   |